# The Spine
The Spine es el décimo álbum de estudio de la banda estadounidense de rock alternativo They Might Be Giants. Fue lanzado el 5 de julio de 2004 en el Reino Unido y el 13 de julio en los Estados Unidos.
Fue lanzado al mismo tiempo que un EP de acompañamiento, The Spine Surfs Alone. Fue precedido por el EP Indestructible Object, que contenía dos canciones de The Spine.

## Lista de canciones
| N.º | Título                                                             | Duración |  |
| 1.  | «Experimental Film»                                                | 2:54     |  |
| 2.  | «Spine»                                                            | 0:31     |  |
| 3.  | «Memo to Human Resources»                                          | 1:56     |  |
| 4.  | «Wearing a Raincoat»                                               | 3:07     |  |
| 5.  | «Prevenge»                                                         | 2:41     |  |
| 6.  | «Thunderbird»                                                      | 2:34     |  |
| 7.  | «Bastard Wants to Hit Me»                                          | 2:13     |  |
| 8.  | «The World Before Later On»                                        | 1:49     |  |
| 9.  | «Museum of Idiots»                                                 | 2:59     |  |
| 10. | «It's Kickin' In»                                                  | 1:58     |  |
| 11. | «Spines»                                                           | 0:23     |  |
| 12. | «Au Contraire»                                                     | 2:20     |  |
| 13. | «Damn Good Times» (Marty Beller, Dan Miller, They Might Be Giants) | 2:33     |  |
| 14. | «Broke in Two»                                                     | 2:55     |  |
| 15. | «Stalk of Wheat»                                                   | 1:24     |  |
| 16. | «I Can't Hide From My Mind»                                        | 2:40     |  |
| 17. | «Renew My Subscription»                                            |          |  |